# Barbara Kałużna
Barbara Maria Kałużna (ur. 10 sierpnia 1975 w Gliwicach) – polska aktorka teatralna, telewizyjna, dubbingowa i filmowa oraz lektorka telewizyjna.

## Życiorys
Jest absolwentką Szkoły Podstawowej nr 3 im. Arki Bożka w Gliwicach – Ostropie i V Liceum Ogólnokształcącego im. Andrzeja Struga w Gliwicach. Podczas edukacji w liceum równolegle kontynuowała naukę w Państwowej Szkole Muzycznej II st. w Gliwicach – w klasie śpiewu (1991–1993). W 1998 r. ukończyła studia na Akademii Teatralnej w Warszawie.

## Filmografia
- 1996: Wyliczanka (etiuda szkolna) – dziewczyna
- 1997: Dziady (sepektakl telewizyjny) – uczestniczka obrzędów
- 1998: Warszawiak (spektakl telewizyjny) – młoda matka
- 1998: Świat kolorów (spektakl telewizyjny) – Agata
- 1998: Książę chochlik (spektakl telewizyjny) – Morella
- 1998: Fizjologia małżeństwa (spektakl telewizyjny) – pokojówka
- 1999: Operacja „Koza” – tłumaczka Jimmy’ego
- 1999: Gorący oddech pustyni (spektakl telewizyjny) – dziewczyna sportowca
- 2000: Wielkie rzeczy – koleżanka Walerków
- 2000: Nie ma zmiłuj – Małgosia, dziewczyna Szczeny
- 2000: Miodowe lata – Dorotka (odc. 41)
- 2000: Dom – Kasia, koleżanka Joli i Krzyśka (odc. 23-25)
- 2000–2001: Miasteczko – kelnerka Madzia
- 2001: M jak miłość – kelnerka (odc. 19)
- 2002: Superprodukcja – recepcjonistka na lotnisku
- 2002: Sfora – Basia Olbrycht, żona Stanisława (odc. 1-2)
- 2002: Miodowe lata – dziennikarka Kinga Wróblewska (odc. 112)
- 2002: Sfora: Bez litości – Basia Olbrycht, żona Stanisława
- 2003: Pogoda na jutro – Ola „Claudia” Kozioł
- 2003: Miodowe lata – dziennikarka Marzena Paciuszko (odc. 124)
- 2004: Stacyjka – Grete Hansen (odc. 2-8, 11-13)
- 2004: Pensjonat pod Różą – Agnieszka (odc. 34)
- 2004–2005: Na dobre i na złe – Barbara Leśniewska (odc. 200-201, 203, 205-2006)
- 2004–2005: Pierwsza miłość – Agnieszka Świątek
- 2006: U fryzjera – sierżant Wańka (odc. 8)
- 2007–2008: Złotopolscy – Anita, dyrektorka szkoły
- 2008: Samo życie – mecenas Ewa Galasik
- 2008: Ojciec Mateusz – Stefańska, matka Ani (odc. 2)
- 2008: Doręczyciel – Diana Albrecht, dyspozytorka w Błysku
- 2009: Melodyjka (etiuda szkolna) – słuchaczka Warszawskiej katarynki
- 2010–2011: Ludzie Chudego – Ewa, Prostytutka, sąsiadka Chudziszewskich
- 2011: Hotel 52 – Anna Wójcik, pracownica Jerzego Hajdara (odc. 47)
- 2012: Próba negocjacji (etiuda szkolna) – negocjatorka Beata
- 2013: Prawo Agaty – Małgorzata Wiśniewska-Krajewska, była narzeczona Szulca (odc. 32)
- 2014: Dżej Dżej – nieznajoma
- 2015: Ojciec Mateusz – Maria (odc. 162)
- 2015: O mnie się nie martw – Barbara, była żona Isamu (odc. 16)
- 2015: Nie rób scen – matka przedszkolaka (odc. 3, 5)
- 2016: Strażacy – żona Roberta (odc. 12)
- 2016: Na dobre i na złe – Kalina (odc. 655)
- 2017: Za marzenia – szefowa Bartka (odc. 1)
- 2017: Ojciec Mateusz – Marzena Jaworska (odc. 222)
- 2017: Dziewczyny ze Lwowa – kosmetyczka Alina (odc. 20)
- 2018: Druga szansa – samotna matka (odc. 3, 5, 7)
- 2019: Za marzenia – damulka (odc. 21)
- 2019–2020: Zawsze warto – Justyna Kalwas, matka zastępcza Doriana
- od 2020: Leśniczówka – Marianna Kurek, żona Wiesława (odc. 250)
- 2020: Nieobecni – nauczycielka Olka Sarneckiego (odc. 6)
- 2021: Komisarz Mama – żona kioskarza (odc. 5)

## Polski dubbing

### Filmy
- 2004: Danny Phantom – Paulina
- 2006: Po rozum do mrówek – poszukiwaczka Kreela
- 2007: Don Chichot – fałszywa Dulcynea
- 2007: Koń wodny: Legenda głębin – dziewczyna słuchająca opowieści dorosłego Agnusa
- 2007: Rodzinka Robinsonów – Frannie, mama Alberta
- 2007: Film o pszczołach
- 2008: Mała Syrenka: Dzieciństwo Ariel – Adella
- 2009: Barbie przedstawia Calineczkę – Janessa
- 2009: Potwory kontra Obcy – Susan Murphy / Gigantka
- 2009: Scooby-Doo: Strachy i patałachy
- 2009: Artur i zemsta Maltazara – księżniczka Selenia
- 2010: Disco robaczki – Gocha
- 2010: Milion dolarów
- 2010: Artur i Minimki 3. Dwa światy – księżniczka Selenia
- 2010: Safari 3D – niedźwiedzica polarna Sushi
- 2010: To znowu ty - Marni
- 2010: Megamocny
- 2011: Hop
- 2011: Winx Club: Magiczna przygoda 3D – Griselda, Emily, Lockette, Myrta
- 2011: Artur ratuje gwiazdkę
- 2011: Przygoda w Paryżu
- 2012: Niesamowity Spider Man – Emma
- 2012: Strażnicy marzeń – Zębowa Wróżka
- 2012: Hotel Transylwania
- 2013: Skubani – Tatanka
- 2013: Ucieczka z planety Ziemia
- 2014: Rodzinka nie z tej Ziemi
- 2014: Listonosz Pat i wielki świat  – dziennikarka
- 2016: Warcraft : Początek – Lady Taria
- 2017: Był sobie pies – mama Ethana
- 2017: Mała Wielka Stopa – Shelly
- 2019: Pokémon Detektyw Pikachu

### Seriale
- Zwariowane melodie – odc. Królik Bugs: Zwariowany i zakochany – jedna z kur
- 1992–1998: Batman
- 2002–2005: Looney Tunes: Maluchy w pieluchach – Lola
- 2004–2007: Danny Phantom – Paulina
- 2006: Fillmore na tropie – Trace
- 2007: Krowy na wypasie – Daisy
- 2008: Była sobie Ziemia
- 2008: Z życia nastoletniego robota – Wisteria, siostra dr Wakeman
- 2008: Lola i Virginia
- 2009: Mighty B – Chelsea
- 2010: True Jackson
- 2010: Superszpiedzy – Megan
- 2010: Aniołki i spółka – Urie
- 2010: Antoś – Rafałek, Kasia, Grażynka
- 2011: Hip-Hip i Hurra – żyrafa Róża
- 2011: Przyjaciele z Kieszonkowa – Ima
- 2011: Moja niania jest wampirem – Erica
- 2011: Kung Fu Panda: Legends of Awesomeness – Hao
- 2011: True Jackson – Nora / asystentka Amandy / Kitty Monreaux
- 2011: Turbo Dudley – psi agent – Kicia Kotowska
- 2011: Gawayn – Xiao
- 2011: Księżycowy Miś
- 2012: Kotka Pusia – borsuk Edek
- 2013: Jeźdźcy smoków – Heather
- 2013: Odlotowe agentki – Violetta Vanderfleet i stewardesa
- 2014–2015: Czarownica Emma – pani Peach
- 2016: Harmidom – Hermina Harmidomska

### Gry komputerowe
- 2007: Juiced 2: Hot Import Nights – narrator
- 2007: Wiedźmin –
  - wiejska dziewka,
  - przekupka,
  - kelnerka
- 2008: Assassin’s Creed – Animus
- 2008: Mass Effect – Nassana Dantius
- 2009: Dragon Age: Początek – Wynne
- 2010: Heroes of Might and Magic V: Dzikie hordy – Biara
- 2010: Mass Effect 2 –
  - Kasumi Goto,
  - Nassana Dantius,
  - oficer Dara
- 2010: ModNation Racers – dziennikarka i Fan nr 1
- 2010: Arcania: Gothic 4 – dusza Ahnnosiri i Gilana
- 2011: Test Drive Unlimited 2 – GPS
- 2011: League of Legends – Ashe, Poppy, Sivir, Evelynn
- 2011: Wiedźmin: Efekt uboczny – Miłka
- 2011: Wiedźmin 2: Zabójcy królów – Ves, kelnerka
- 2011: nieSławny: inFamous 2 – Lucy Kuo
- 2011: Harry Potter i Insygnia Śmierci – Alecto Carrov
- 2011: Rage – dr Elisabeth i Spiker Władzy
- 2011: 1812: Serce Zimy – Marzena
- 2011: Ratchet & Clank: 4 za Jednego – Żeński Komputer
- 2011: Afterfall: InSanity – Karolina Janicka
- 2012: Diablo III – Leah i Diablo
- 2012: Forza Horizon – Alice Hart
- 2013: Might & Magic Heroes VI - Cienie mroku – matka Namtaru
- 2015: Wiedźmin 3: Dziki Gon – Ves i Oriana
- 2015: The Order: 1886
- 2016: Overwatch – Fara
- 2017: Horizon Zero Dawn – matka z plemienia Nora

## Role w teatrze Polskiego Radia
- 2012: Majowa niedziela w Malinówku jako sekretarka
- 2011: Każdy żyje jak umie, czyli Skąd się wzięli „Sami swoi” jako Rózia, żona Jana
- 2011: Ręczna robota jako pani Halinka
- 2011: Stacja dwunasta jako Jola
- 2010: Srebrny szyling
- 2010: Profesor i pchła jako Mała Księżniczka
- 2010: Pięcioro w jednym strączku jako Ziarnko Groszku i Chora Dziewczynka
- 2010: Krasnoludek u kupca jako Krasnoludek
- 2010: Głupi Jasiu  jako księżniczka
- 2010: Śmierć Dantona jako Lucylla Desmoulins
- 2010: Radiowęzeł jako redaktor Danuta Warzecha
- 2010: Dekameron jako Lidia i Gospodyni
- 2009: Lala czyli pierwsza miłość jako Vilma Barat
- 2009: Smak (słuchowisko Radio Merkury) jako amatorka truskawek
- 2008: Krowa niebiańska jako przyjaciółka Eleonory Burskiej
- 2008: Złota mucha jako mieszkanka Wybrzeża
- 2008: Lesio
- 2008: Miłości niekochanego jako Lou
- 2008: Bazyliszek i Najlepszy kowboj na świecie z cyklu Bardzo inne słuchowisko
- 2008: Stacja Granica jako łączniczka Jadzia
- 2008: Paweł Kohut i jego teatr
- 2008: Mrrruczuś jako Kicia
- 2008: Prawie jamnik wielorasowy jako mysz
- 2008: Wielka wyprawa Śledzia jako mama
- 2008: Kolekcja Supłacza jako Zielony

Źródło:.

## Nagrody i wyróżnienia
- 1998: Nagroda / wyróżnienie – rola Soni w przedstawieniu „Człowiek to coś więcej niż żarcie” na XVI Festiwalu Szkół Teatralnych w Łodzi
- 1999: Nagroda im. Andrzeja Nardellego za najlepszy debiut teatralny – rola Kobiety C w „Trzech wysokich kobietach” Edwarda Albee’ego[2]
- 2004: Nagroda – Medal Młodej Sztuki, przyznawany twórcom młodego pokolenia przez redakcję „Głosu Wielkopolskiego”